# Casa de Cultura (Reus)
La Casa de Cultura de Reus és un edifici situat al carret de la Concepció número 14 i inclòs a l'inventari del Patrimoni Arquitectònic de Catalunya

## Descripció
És un edifici format per planta baixa, pis i golfes. A la planta baixa hi ha una porta d'accés (que no s'utilitza) amb un arc de mig punt, i dos finestrals laterals. Al primer pis hi ha tres finestres amb arcs apuntats, que a la vegada, en el seu interior, també són arcs apuntats. A la segona planta hi ha cinc finestres amb arcs de mig punt. La cornisa superior es recolza sobre onze mènsules. La façana és de regust gòtic. L'arquitecte va ser Antoni Sardà, que llavors era l'arquitecte municipal.

## Història
El 1953 el Centre de Lectura va comprar un edifici enrunat pels bombardejos de la guerra civil, a tocar del casal de l'entitat, que va cedir al Ministeri d'Educació perquè hi construís una Biblioteca Popular a través de la Direcció General d'Arxius i Biblioteques. El 8 de novembre de 1954 s'inicien les obres. El pressupost va ser de 854.729'87 pessetes, que el Ministeri es compromet a pagar. Es va obrir al públic el 1956. Aquest edifici, complement del Centre de Lectura i que en principi havia de ser una biblioteca pública, va tenir com a funció ampliar el Centre i agilitzar-ne el moviment. A l'acta de lliurament de l'edifici diu textualment: "Casa de Cultura aneja al Centro de Lectura", cedint l'ús a l'entitat i conservant-ne el Ministeri la propietat. S'acordà destinar el primer pis a sala de conferències i el segon a escola d'art. Actualment el Centre de Lectura en té la titularitat, després de llargues negociacions amb el Ministeri.